# FZD5
Uvojiti-5 je protein koji je kod ljudi kodiran FZD5 genom.

## Literatura
- He X; Saint-Jeannet JP; Wang Y;  . (1997). „A member of the Frizzled protein family mediating axis induction by Wnt-5A.”. Science. 275 (5306): 1652—4. PMID 9054360. doi:10.1126/science.275.5306.1652.
- Finch PW; He X; Kelley MJ;  . (1997). „Purification and molecular cloning of a secreted, Frizzled-related antagonist of Wnt action.”. Proc. Natl. Acad. Sci. U.S.A. 94 (13): 6770—5. PMC 21233 . PMID 9192640. doi:10.1073/pnas.94.13.6770.
- Tanaka S; Akiyoshi T; Mori M;  . (1998). „A novel frizzled gene identified in human esophageal carcinoma mediates APC/beta-catenin signals.”. Proc. Natl. Acad. Sci. U.S.A. 95 (17): 10164—9. PMC 21479 . PMID 9707618. doi:10.1073/pnas.95.17.10164.
- Tamai K; Semenov M; Kato Y;  . (2000). „LDL-receptor-related proteins in Wnt signal transduction.”. Nature. 407 (6803): 530—5. PMID 11029007. doi:10.1038/35035117.
- Wiemann S; Weil B; Wellenreuther R;  . (2001). „Toward a catalog of human genes and proteins: sequencing and analysis of 500 novel complete protein coding human cDNAs.”. Genome Res. 11 (3): 422—35. PMC 311072 . PMID 11230166. doi:10.1101/gr.GR1547R.
- Yao R, Maeda T, Takada S, Noda T (2001). „Identification of a PDZ domain containing Golgi protein, GOPC, as an interaction partner of frizzled.”. Biochem. Biophys. Res. Commun. 286 (4): 771—8. PMID 11520064. doi:10.1006/bbrc.2001.5430.
- Strausberg RL; Feingold EA; Grouse LH;  . (2003). „Generation and initial analysis of more than 15,000 full-length human and mouse cDNA sequences.”. Proc. Natl. Acad. Sci. U.S.A. 99 (26): 16899—903. PMC 139241 . PMID 12477932. doi:10.1073/pnas.242603899.
- Weidler C; Schaumburger J; Miller LE;  . (2004). „Synovial density of frizzled 5-positive cells does not differ between patients with RA and OA and is independent of inflammation.”. J. Rheumatol. 31 (9): 1874—5. PMID 15338479.
- Omoto S; Hayashi T; Kitahara K;  . (2004). „Autosomal dominant familial exudative vitreoretinopathy in two Japanese families with FZD4 mutations (H69Y and C181R).”. Ophthalmic Genet. 25 (2): 81—90. PMID 15370539. doi:10.1080/13816810490514270.
- Holmen SL, Robertson SA, Zylstra CR, Williams BO (2005). „Wnt-independent activation of beta-catenin mediated by a Dkk1-Fz5 fusion protein.”. Biochem. Biophys. Res. Commun. 328 (2): 533—9. PMID 15694380. doi:10.1016/j.bbrc.2005.01.009.
- Hillier LW; Graves TA; Fulton RS;  . (2005). „Generation and annotation of the DNA sequences of human chromosomes 2 and 4.”. Nature. 434 (7034): 724—31. PMID 15815621. doi:10.1038/nature03466.
- Blumenthal A; Ehlers S; Lauber J;  . (2006). „The Wingless homolog WNT5A and its receptor Frizzled-5 regulate inflammatory responses of human mononuclear cells induced by microbial stimulation.”. Blood. 108 (3): 965—73. PMID 16601243. doi:10.1182/blood-2005-12-5046.
- Yamamoto H, Komekado H, Kikuchi A (2006). „Caveolin is necessary for Wnt-3a-dependent internalization of LRP6 and accumulation of beta-catenin.”. Dev. Cell. 11 (2): 213—23. PMID 16890161. doi:10.1016/j.devcel.2006.07.003.
- Katoh Y, Katoh M (2007). „Conserved POU-binding site linked to SP1-binding site within FZD5 promoter: Transcriptional mechanisms of FZD5 in undifferentiated human ES cells, fetal liver/spleen, adult colon, pancreatic islet, and diffuse-type gastric cancer.”. Int. J. Oncol. 30 (3): 751—5. PMID 17273778.

## Spoljašnje veze
- „Frizzled Receptors: FZD5”. IUPHAR Database of Receptors and Ion Channels. International Union of Basic and Clinical Pharmacology. Архивирано из оригинала 25. 06. 2016. г.